# Морквяний сік
Морквяний сік — овочевий сік, який отримують з моркви.

## Склад
Морквяний сік особливо багатий β-каротином, джерелом вітаміну А, але також містить багато вітамінів групи B, особливо фолієвої кислоти, та багато мінералів, включаючи кальцій, мідь, магній, калій, фосфор і залізо.

## Промислове виробництво
Очищені від домішок землі й піску коренеплоди сортують за якістю від дефектних коренів і послідовно промивають в лопатевій та барабанній мийних машинах, щоб видалити всі видимі забруднення з поверхні плодів і тим самим запобігти зараженню готового продукту мікроорганізмами, в тому числі збудниками ботулізму. У промитої моркви на конвеєрі триммерами видаляють кінці і потім очищають від шкірки в паротермічному агрегаті. Пар під тиском 0,5-0,8 мПа при температурі 150—169 °C викликає зміну хімічних речовин в поверхневих шарах, прилеглих до шкірки, зокрема викликаючи гідроліз протопектину і його перехід в розчинний пектин та руйнування серединних пластинок, що призводить до відшарування шкірки. Шкірку з моркви також зчищають хімічним способом — в киплячому розчині лугу. Потім морквяну масу подрібнюють і віджимають з неї сік в екстракторі або фільтруючих центрифугах, деарируют, підігрівають до 90 °C, фасують в тару, закупорюють та стерилізують при температурі 120 °C .

## Ризики для здоров'я
Як і багато продуктів, які багаті бета-каротином, морквяний сік в надмірному обсязі може привести до пожовтіння шкіри — каротинодермії.